# 蘇哈列夫塔
蘇哈列夫塔（Сухарева башня）是沙俄時期莫斯科的地標性建築之一，也是莫斯科巴洛克式建築的代表作，修建於1692年至1695年。蘇哈列夫塔曾是莫斯科的門戶。1934年，蘇哈列夫塔被蘇聯當局拆除。一些人聲稱其阻塞交通。